# Ротенберг, Борис Борисович
Бори́с Бори́сович Ротенбе́рг (фин. Boris Borisovitš Rotenberg; род. 19 мая 1986[…], Ленинград) — российский функционер, ранее финский и российский футболист, выступавший на позиции защитника.
Находится под персональными санкциями Великобритании, США, Канады, Японии, Украины.

## Семья
Отец — Борис Ротенберг (род. 1957), российский бизнесмен, вице-президент Федерации дзюдо России, совладелец СМП Банка. Банк в 2009 году являлся спонсором ФК «Химки».
Брат — Роман Ротенберг (род. 1981), он же Майкл Оливер Ротенберг — топ-менеджер «Газпром-экспорта», с 2009 г. — гражданин Российской Федерации.
Дядя — Аркадий Ротенберг (род. 1951), миллиардер, первый вице-президент Федерации дзюдо России, совладелец СМП Банка.
Двоюродный брат — Игорь Ротенберг (род. 1973), директор Департамента имущества ОАО «Российские железные дороги», бывший глава Департамента промышленности, транспорта и связи Минимущества РФ.
Двоюродный брат — Павел Ротенберг (род. 2000), российский хоккеист.
Дочь — Лия (род. 2013).

## Клубная карьера
В четыре года вместе с семьёй переехал в Финляндию. В 1994 году начал заниматься футболом в детской команде клуба «Поннистус». Выступал за юношескую команду клуба ХИК (Хельсинки) (2000—2002), клуб высшего дивизиона «Йокерит» (2003), фарм-клуб ХИКа «Клуби-04» (2004—2005).

#### «Зенит», аренды
В 2006 году вернулся в Санкт-Петербург, поступил в СПбГУ. Был на просмотре в «Зените-2», но из-за запрета выступлений легионеров во втором дивизионе подписал контракт с дублем «Зенита», за который в 2006—2007 годах провёл 46 матчей.
В 2008 году был отдан в аренду в «Шинник». За основной состав сыграл один матч, выйдя на замену на 85-й минуте вместо Дамиана Горавского в матче 13-го тура против «Крыльев Советов». Провёл 10 матчей за молодёжный состав «Шинника». В июле 2008 года подписал контракт на правах аренды с клубом «Сатурн», за молодёжный состав которого провёл 10 матчей. 16 января 2009 года был отдан в аренду сроком на год в «Химки». Провёл за «Химки» 13 матчей в чемпионате страны, 1 в кубке и 3 в первенстве молодёжных составов.
В конце января 2010 года был отдан в годичную аренду в израильский «Маккаби» Тель-Авив, но уже в марте перешёл в «Аланию» на тех же условиях.

#### «Динамо» Москва, аренды
4 февраля 2011 года подписал контракт с московским «Динамо». В январе 2012 был отправлен в «Кубань» на правах аренды до конца сезона 2011/12. Но не сыграл там ни одного матча и летом 2012 года уехал в аренду на Кипр, где провёл за местный «Олимпиакос» 13 игр. Спустя год вернулся в «Динамо» и в сезоне 2013/14 вышел на поле всего дважды, в общей сложности на 22 минуты.
28 августа 2015 года на условиях аренды перешёл в «Ростов». В сезоне 2015/16 завоевал с командой серебряную медаль чемпионата России, полностью провёл одну игру из 15.

#### «Локомотив»
С начала сезона 2016/17 является игроком московского «Локомотива». 16 апреля 2017 года дебютировал в команде, выйдя на замену на 82-й минуте в гостевом матче 23-го тура премьер-лиги против тульского «Арсенала» (3:0).
28 ноября 2018 года дебютировал в Лиге чемпионов, выйдя за несколько минут до конца домашнего матча против турецкого «Галатасарая» (2:0).
В конце 2018 года в кубковом матче против «Рубина» Ротенберг получил травму передней крестообразной связки коленного сустава. В декабре в Риме ему была сделана операция. Позже стали появляться слухи о том, что футболист может завершить карьеру и получить одну из административных должностей в структуре «Локомотива». Однако «Локомотив» эту информацию опроверг. В марте 2019 году у Ротенберга было обнаружено заражение крови, предположительно произошедшее при операции в римской клинике «Вилла Стюарт», он перенёс несколько операций в Барселоне. 19 января 2021 года была удалена фиксирующая пластина из колена.
Матч с «Рубином» в Кубке России, прошедший 5 декабря 2018 года, стал последним, в котором принимал участие Ротенберг. 30 декабря 2021 года его контракт с «Локомотивом» был продлён до 30 июня 2022 года. 10 июля 2022 года прошёл прощальный матч Ротенберга — в игре с московским «Динамо», состоявшей из трёх таймов по 45 минут, он вышел на 83-й минуте.

## В сборной
Провёл 12 матчей за юношескую сборную Финляндии, результативными действиями не отметился. Провел единственный матч за национальную сборную Финляндии 9 июня 2015 года в домашней игре против сборной Эстонии (0:2), отыграл весь первый тайм и был заменён.

## Карьера функционера
Получил высшее экономическое образование. В июне 2015 года в Санкт-Петербургском государственном экономическом университете защитил диссертацию на соискание учёной степени кандидата экономических наук по теме «Опережающая конкурентоспособность промышленных предприятий». 29 ноября 2022 года Ротенберг был назначен на должность директора департамента развития молодёжного футбола в московском «Локомотиве», став ответственным за реализацию единой системы подготовки молодых футболистов. С 2024 года также — заместитель генерального директора «Локомотива».

## Достижения
«Ростов»
- Серебряный призёр чемпионата России: 2015/16

«Локомотив» (Москва)
- Чемпион России: 2017/18
- Обладатель Кубка России: 2018/19
- Серебряный призёр чемпионата России: 2018/19

### Клубная
| Выступление        | Выступление      | Выступление      | Лига | Лига | Кубки | Кубки | Еврокубки | Еврокубки | Итого | Итого |
| Клуб               | Лига             | Сезон            | Игры | Голы | Игры  | Голы  | Игры      | Голы      | Игры  | Голы  |
| ------------------ | ---------------- | ---------------- | ---- | ---- | ----- | ----- | --------- | --------- | ----- | ----- |
| Зенит (СПб)        | РФПЛ             | 2006             | 0    | 0    | 0     | 0     | 0         | 0         | 0     | 0     |
| Зенит (СПб)        | РФПЛ             | 2007             | 0    | 0    | 0     | 0     | 0         | 0         | 0     | 0     |
| Зенит (СПб)        | Итого            | Итого            | 0    | 0    | 0     | 0     | 0         | 0         | 0     | 0     |
| Шинник             | РФПЛ             | 2008             | 1    | 0    | 0     | 0     | —         | —         | 1     | 0     |
| Шинник             | Итого            | Итого            | 1    | 0    | 0     | 0     | 0         | 0         | 1     | 0     |
| Сатурн             | РФПЛ             | 2008             | 0    | 0    | 0     | 0     | —         | —         | 0     | 0     |
| Сатурн             | Итого            | Итого            | 0    | 0    | 0     | 0     | 0         | 0         | 0     | 0     |
| Химки              | РФПЛ             | 2009             | 13   | 0    | 1     | 0     | —         | —         | 14    | 0     |
| Химки              | Итого            | Итого            | 13   | 0    | 1     | 0     | 0         | 0         | 14    | 0     |
| Алания             | РФПЛ             | 2010             | 15   | 0    | 1     | 0     | —         | —         | 16    | 0     |
| Алания             | Итого            | Итого            | 15   | 0    | 1     | 0     | 0         | 0         | 16    | 0     |
| Кубань             | РФПЛ             | 2011/12          | 0    | 0    | 0     | 0     | —         | —         | 0     | 0     |
| Кубань             | Итого            | Итого            | 0    | 0    | 0     | 0     | 0         | 0         | 0     | 0     |
| Олимпиакос         | Первый дивизион  | 2012/13          | 13   | 0    | 0     | 0     | —         | —         | 13    | 0     |
| Олимпиакос         | Итого            | Итого            | 13   | 0    | 0     | 0     | 0         | 0         | 13    | 0     |
| Динамо (Москва)    | РФПЛ             | 2013/14          | 2    | 0    | 0     | 0     | —         | —         | 2     | 0     |
| Динамо (Москва)    | РФПЛ             | 2014/15          | 10   | 0    | 1     | 0     | 2         | 0         | 13    | 0     |
| Динамо (Москва)    | Итого            | Итого            | 12   | 0    | 1     | 0     | 2         | 0         | 15    | 0     |
| Ростов             | РФПЛ             | 2015/16          | 15   | 0    | 0     | 0     | —         | —         | 15    | 0     |
| Ростов             | Итого            | Итого            | 15   | 0    | 0     | 0     | 0         | 0         | 15    | 0     |
| Локомотив (Москва) | РФПЛ / РПЛ       | 2016/17          | 2    | 0    | 0     | 0     | —         | —         | 2     | 0     |
| Локомотив (Москва) | РФПЛ / РПЛ       | 2017/18          | 7    | 0    | 1     | 0     | 2         | 0         | 10    | 0     |
| Локомотив (Москва) | РФПЛ / РПЛ       | 2018/19          | 1    | 0    | 3     | 0     | 1         | 0         | 5     | 0     |
| Локомотив (Москва) | РФПЛ / РПЛ       | 2019/20          | 0    | 0    | 0     | 0     | 0         | 0         | 0     | 0     |
| Локомотив (Москва) | РФПЛ / РПЛ       | 2020/21          | 0    | 0    | 0     | 0     | 0         | 0         | 0     | 0     |
| Локомотив (Москва) | РФПЛ / РПЛ       | 2021/22          | 0    | 0    | 0     | 0     | 0         | 0         | 0     | 0     |
| Локомотив (Москва) | Итого            | Итого            | 10   | 0    | 4     | 0     | 3         | 0         | 17    | 0     |
| Всего за карьеру   | Всего за карьеру | Всего за карьеру | 79   | 0    | 7     | 0     | 5         | 0         | 91    | 0     |

## Международные санкции
3 марта 2022 года на фоне вторжения России на Украину был включён в санкционный список США как лицо связанное с Борисом Ротенбергом. Из-за поддержки российской агрессии и нарушения территориальной целостности Украины во время российско-украинской войны находится под персональными международными санкциями разных стран.